# Julen Aguinagalde
Julen Aguinagalde Akizu (ur. 8 grudnia 1982 w Irun) – hiszpański piłkarz ręczny, obrotowy, od 2013 do 2020 zawodnik Vive Kielce. Od 2025 asystent w reprezentacji Polski.
Reprezentant Hiszpanii, mistrz świata (2013) i brązowy medalista mistrzostw świata (2011), mistrz (2018) i wicemistrz Europy (2016), brązowy medalista mistrzostw Europy (2014). Wybrany najlepszym obrotowym igrzysk olimpijskich w Londynie (2012), mistrzostw świata w Hiszpanii (2013) i dwukrotnie mistrzostw Europy (2014, 2016).
Mistrz Hiszpanii i wielokrotny mistrz Polski. Trzykrotnie wybrany najlepszym zawodnikiem ligi ASOBAL. Dwukrotny zwycięzca Klubowych Mistrzostw Świata (z Ciudad Real i Atlético Madryt). Zwycięzca Ligi Mistrzów w sezonie 2015/2016 z Vive Kielce. W 2017 wybrany najlepszym obrotowym Final Four Ligi Mistrzów w historii.

## Kariera klubowa
W latach 1999–2006 był zawodnikiem Bidasoa Irún. W latach 2006–2009 grał w Ademar León, z którym w 2008 zdobył Puchar Ligi ASOBAL. W sezonie 2006/2007, w którym rzucił 10 bramek, dotarł ze swoim zespołem do finału Pucharu Zdobywców Pucharów (w przegranym dwumeczu finałowym z niemieckim HSV Hamburg zdobył jednego gola). W sezonach 2007/2008 i 2008/2009 występował w Lidze Mistrzów, rzucając w niej 39 bramek w 21 spotkaniach.
W latach 2009–2011 występował w Ciudad Real. W sezonie 2009/2010 zdobył z nim mistrzostwo Hiszpanii (w lidze rzucił 126 goli), natomiast w sezonie 2010/2011 zdobył Puchar Hiszpanii, Superpuchar Hiszpanii i Puchar Ligi ASOBAL. Będąc graczem Ciudad Real, został wybrany najlepszym graczem hiszpańskiej ekstraklasy (2009/2010) i dwukrotnie najlepszym obrotowym tych rozgrywek. Z Ciudad Real dwukrotnie dotarł też do Final Four Ligi Mistrzów: w sezonie 2009/2010, w którym rzucił 49 bramek, zajął w niej 3. miejsce, a w sezonie 2010/2011, w którym zdobył 33 gole, zajął 2. pozycję. W 2010 wywalczył też klubowe mistrzostwo świata.
W latach 2011–2013 był zawodnikiem Atlético Madryt. W lidze ASOBAL rozegrał 43 mecze i rzucił 133 bramki. W sezonach 2011/2012 i 2012/2013 wybrany został najlepszym zawodnikiem i obrotowym hiszpańskiej ekstraklasy. Z Atlético wywalczył dwa Puchary Hiszpanii i jeden Superpuchar Hiszpanii. W sezonie 2011/2012, w którym rzucił 50 goli, zajął ze stołecznym zespołem 2. miejsce w Lidze Mistrzów, natomiast w sezonie 2012/2013, w którym zdobył 38 bramek, dotarł w niej do 1/4 finału. Ponadto w 2012 wywalczył klubowe mistrzostwo świata – w spotkaniu decydującym o tym trofeum z THW Kiel (28:23) rzucił trzy gole.
W 2013 przeszedł do Vive Kielce, z którym zdobył pięć mistrzostw Polski i sześć Pucharów Polski. W sezonie 2013/2014, w którym rzucił 106 goli w 26 meczach, zajął 20. miejsce w klasyfikacji najlepszych strzelców Superligi. Z Vive Kielce odnosił również sukcesy w Lidze Mistrzów. W sezonie 2014/2015, w którym zdobył 34 gole, zajął w niej z kielecką drużyną 3. miejsce. W sezonie 2015/2016, w którym rzucił 63 bramki, wygrał z Vive Ligę Mistrzów. W rozegranym 29 maja 2016 meczu finałowym z węgierskim Veszprém (39:38) zdobył cztery gole, a także rzucił bramkę w serii rzutów karnych, która zadecydował o końcowym triumfie Vive.

## Kariera reprezentacyjna
W 2012 wystąpił na igrzyskach olimpijskich w Londynie, w których rozegrał sześć meczów i zdobył 23 bramki, zostając najlepszym obrotowym turnieju.
Uczestniczył w mistrzostwach świata w 2011, 2013, 2015, 2017 i 2019. Podczas turnieju w Hiszpanii (2013), w którym rozegrał osiem meczów i rzucił 29 bramek, zdobył złoty medal i został wybrany najlepszym obrotowym zawodów. Podczas mistrzostw świata w Szwecji (2011), w których wystąpił w 10 spotkaniach i zdobył 27 goli, wywalczył brązowy medal.
Grał w mistrzostwach Europy w 2008, 2010, 2012, 2014, 2016 i 2018. Podczas turnieju w Chorwacji (2018), w którym wystąpił w siedmiu spotkaniach i zdobył 11 goli, wywalczył złoty medal. Podczas turnieju w Polsce (2016), w którym w ośmiu meczach rzucił 21 bramek, zdobył brązowy medal i został wybrany najlepszym obrotowym zawodów. Podczas mistrzostw w Danii (2014), w których zagrał w czterech meczach i zdobył 24 gole, wywalczył brązowy medal i otrzymał tytuł najlepszego obrotowego turnieju.

## Życie prywatne
Młodszy brat piłkarza ręcznego i reprezentanta Hiszpanii Gurutza Aguinagalde. Z partnerką Sarą Alguacil ma syna.

## Sukcesy
| Ademar León - Puchar Ligi ASOBAL: 2008 Ciudad Real - 2. miejsce w Lidze Mistrzów: 2010/2011 - 3. miejsce w Lidze Mistrzów: 2009/2010 - Super Globe: 2010 - Mistrzostwo Hiszpanii: 2009/2010 - Puchar Hiszpanii: 2010/2011 - Puchar Ligi ASOBAL: 2010 - Superpuchar Hiszpanii: 2010 Atlético Madryt - 2. miejsce w Lidze Mistrzów: 2011/2012 - Super Globe: 2012 - Puchar Hiszpanii: 2011/2012, 2012/2013 - Superpuchar Hiszpanii: 2011 Vive Kielce - Liga Mistrzów: 2015/2016 - 3. miejsce w Lidze Mistrzów: 2014/2015 - Mistrzostwo Polski: 2013/2014, 2014/2015, 2015/2016, 2016/2017, 2017/2018 - Puchar Polski: 2013/2014, 2014/2015, 2015/2016, 2016/2017, 2017/2018, 2018/2019 | Reprezentacja Hiszpanii - Mistrzostwo świata: 2013 - Mistrzostwo Europy: 2018 - 2. miejsce w mistrzostwach Europy: 2016 - 3. miejsce w mistrzostwach świata: 2011 - 3. miejsce w mistrzostwach Europy: 2014 Indywidualne - Najlepszy obrotowy igrzysk olimpijskich: 2012 - Najlepszy obrotowy mistrzostw świata: 2013 - Najlepszy obrotowy mistrzostw Europy: 2014, 2016 - Najlepszy obrotowy Final Four Ligi Mistrzów w historii (2017) - Najlepszy zawodnik ligi ASOBAL: 2009/2010, 2011/2012, 2012/2013 - Najlepszy obrotowy ligi ASOBAL: 2009/2010, 2010/2011, 2011/2012, 2012/2013 - Nominacja do tytułu Piłkarza Ręcznego Roku IHF: 2012 |

## Statystyki w Lidze Mistrzów

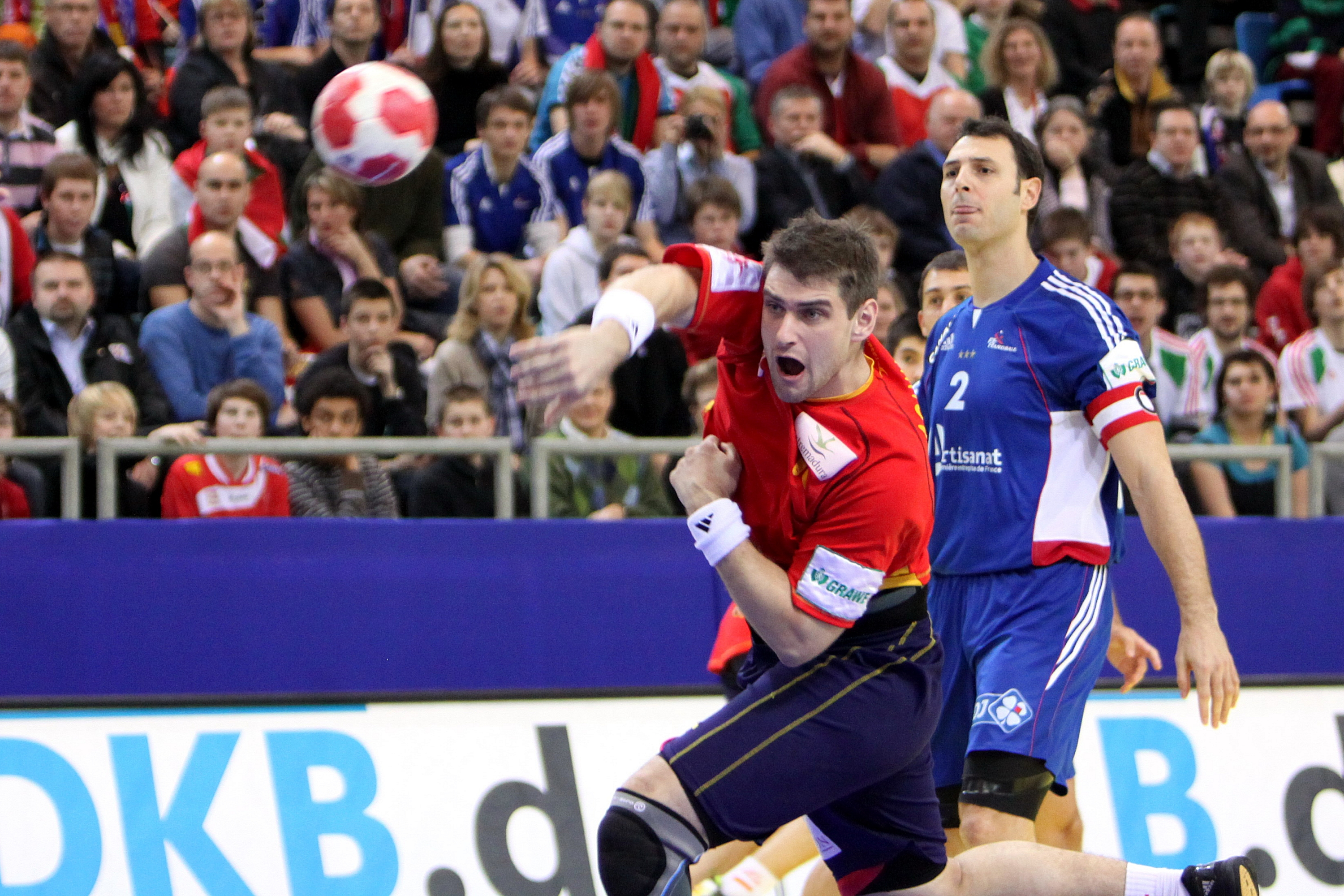
Julen Aguinagalde w barwach reprezentacji Hiszpanii na mistrzostwach Europy (2010)

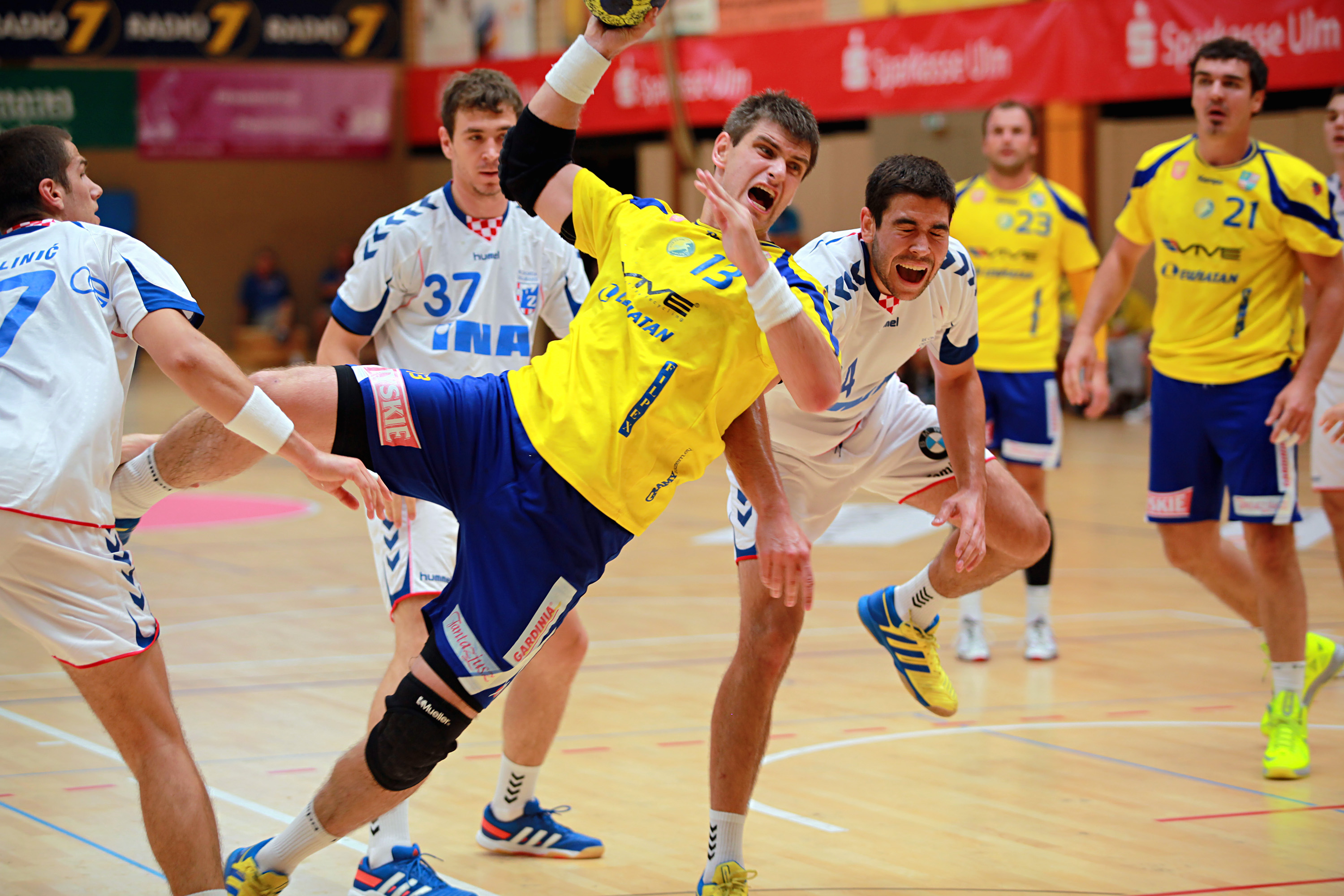
Julen Aguinagalde w barwach Vive Kielce (2013)

| Ademar León              | 2007/2008 | 12  | 22  | 1,8 |
| Ademar León              | 2008/2009 | 9   | 19  | 2,1 |
|                          |           |     |     |     |
| Ciudad Real              | 2009/2010 | 14  | 49  | 3,5 |
| Ciudad Real              | 2010/2011 | 14  | 33  | 2,4 |
|                          |           |     |     |     |
| Atlético Madryt          | 2011/2012 | 16  | 50  | 3,1 |
| Atlético Madryt          | 2012/2013 | 12  | 38  | 3,2 |
|                          |           |     |     |     |
| Vive Kielce              | 2013/2014 | 11  | 33  | 3   |
| Vive Kielce              | 2014/2015 | 10  | 34  | 3,4 |
| Vive Kielce              | 2015/2016 | 20  | 63  | 3,2 |
| Vive Kielce              | 2016/2017 | 16  | 78  | 4,9 |
| Vive Kielce              | 2017/2018 | 18  | 45  | 2,5 |
| Vive Kielce              | 2018/2019 | 16  | 32  | 2   |
| Razem                    | Razem     | 169 | 496 | 2,9 |
| Stan na 22 kwietnia 2019 |           |     |     |     |